# Bourgeonnement intra-tentaculaire
Le bourgeonnement intra-tentaculaire est un type de reproduction des coraux dur défini par le fait que le polype fille grandit à l'intérieur du calice du polype parent se reproduisant.

## Terminologie suivant le nombre de bouches
Pour deux ou trois polypes par corallite, on parle de corallite polycentrique.
Quand on dépasse le chiffre de trois polypes, on parle alors de corallites polycentriques en série.